# 포르투갈 문학
포르투갈 문학은 그 기원이 프로방스로부터 시작된다. 우선 서사시로 시작되는 최고(最古)의 것은 1189년의 것으로 음유시인(吟遊詩人) 파이우 소아레스 데 타베이루스의 서정적 연애시이다. 이때에 디니스 왕(王)을 비롯하여 많은 음유시인들이 배출되었다. 산문에서는 1192년의 <유산 분배의 서(書)>가 가장 오랜 문헌으로 이 밖에도 승려(僧侶)에 의한 성자의 언행록, 계보서(系譜書), 귀족 명부, 그리고 기사 이야기들이 있다. 15세기에 이르러서는 에스파냐 시파에 속하는 궁정시가 유행되었으며 산문에 있어서는 궁정의 교훈적 산문과 페르낭 로페스 등의 편년사(編年史)가 등장했다.

### 고전기
16세기에는 이탈리아 르네상스의 영향으로 포르투갈도 문학의 황금 시대를 맞이했다. 이탈리아의 시 형식(詩型式)을 도입한 시인 미란다, 국민극의 창시자 비센트, 목가의 베르나르딩 히베이루, 그리고 포르투갈이 세계에 자랑하는 대(大)서사시 <우스 루지아다스>의 시성(詩聖) 카몽이스 등이 유명하다. 이 세기는 포르투갈이 해외로 발전된 시기였기 때문에 핀투 등의 탐험기·여행기·역사서 등이 저술되었으며 17세기에는 희곡에서 멜루, 종교 방면에서는 유명한 안토니우 비에이라와 디오구 베르나르드스가 이채를 띠었으며 18세기에서는 시인 보카즈의 이름을 빼어놓을 수가 없다.

### 낭만기
낭만주의 시대에는 가헤트, 에르쿨라누, 카스틸류의 세 거장이 같은 시기에 탄생했다. 이 밖에 소설에서는 카밀루 카스텔루 브랑쿠와 줄리우 디니스가 주목된다. 1865년 이후를 사실주의 시대라고 부르고 있는데 이 운동의 중심은 시인 켄탈과 문호 케이로스가 핵심을 이루고 있다. 이 외에도 준케이루, 데우스, 브라가 등의 시인들도 있다. 또 고답파(高踏派)의 크레스푸, 자연파의 베르드, 상징파의 에우제니우 드 카스트루 등이 있으며 동양의 일부를 소개한 수필가 모라이스의 존재도 잊을 수 없다.

### 20세기
'근대주의'의 대표적 시인은 페르난두 페소아, 소설에서는 아킬리누 히베이루, 신사실주의 작가로는 페레이라 드 카스트루가 있으며 1950년 이후에는 아구스티나 베사 루이스 등의 작가가 주목되고 있다.

## 같이 보기
- 브라질 문학
- 라틴아메리카 문학
- 포르투갈어